# Lady Macbeth din Siberia (film)
Lady Macbeth din Siberia (în sârbă Сибирска леди Магбет, cu alfabetul latin: Sibirska Ledi Magbet, în poloneză Powiatowa lady Makbet) este un film alb-negru iugoslavo-polonez din 1962, regizat de Andrzej Wajda. Scenariul filmului este inspirat din nuvela omonimă a scriitorului rus Nikolai Leskov, care a fost inspirată la rândul său din tragedia Macbeth (1606) a lui William Shakespeare. Coloana sonoră preia motivele operei Lady Macbeth din ținutul Mțensk (1934) a compozitorului rus Dmitri Șostakovici.
Acțiunea filmului are loc undeva prin Siberia în secolul al XIX-lea. Filmul prezintă un șir de crime săvârșite într-o zonă rurală îndepărtată a Imperiului Rus de soția plictisită a unui bogat negustor local, împreună cu tânărul ei amant. Este o variantă stilizată a tragediei shakespeariene Macbeth, în care „Lady Macbeth” ucide din dragoste și nu din ambiție.
Filmul a fost produs de studioul Avala Film din Belgrad și este primul lungmetraj realizat de Wajda în afara Poloniei. Cele trei filme de război realizate anterior (Generație, Canalul și Cenușă și diamant) i-au adus regizorului Andrzej Wajda o largă recunoaștere a talentului său. Cu toate acestea, cineastul polonez era nemulțumit de lipsa de libertate regizorală din patria sa și a vrut să filmeze în străinătate, sperând că acolo va avea parte de mai puține constrângeri artistice.
Lady Macbeth din Siberia a obținut două premii la Festivalul Filmului Iugoslav de la Pula din 1962: premiul pentru interpretare feminină (Olivera Marković) și premiul pentru imagine (Aleksandar Sekulović).

## Rezumat
Într-o zonă rurală îndepărtată a Rusiei imperiale, aflată la vest de Volga, tânăra Katarina Izmailova are o căsnicie nefericită cu un bărbat mai în vârstă decât ea. Soțul ei, Zinovi Izmailov, este negustor și lipsește perioade lungi de acasă, iar femeia se plictisește singură în acea casă mare. Într-o zi sosește la poarta gospodăriei un tânăr pe nume Serghei, care caută de lucru și este angajat de stăpânul casei, Boris Izmailov, tatăl lui Zinovi, ca porcar.
Sosirea tânărului slujitor, vesel și îndrăzneț, provoacă femeii un interes erotic, iar într-o seară, când Zinovi Izmailov este plecat de acasă, Serghei pătrunde în dormitorul Katarinei și cei doi devin amanți. Stăpânul casei sosește acasă și, descoperind adulterul, îl biciuiește cu sălbăticie pe Serghei, apoi, epuizat de efortul depus, îi cere Katarinei să-i aducă de mâncare. Femeia își imploră socrul să-l lase pe Serghei să plece, dar, văzându-l neînduplecat, îi toarnă otravă de șobolani în mâncare, iar bătrânul moare în chinuri groaznice. După înmormântare, Katarina îi cere lui Serghei să se mute în conac și să trăiască împreună, promițându-i că se va căsători cu el când va fi posibil.
Cei doi amanți trăiesc nederanjați de nimeni, în ciuda bârfelor localnicilor, până într-o noapte când sosește pe neașteptate dintr-o călătorie comercială soțul Katarinei, Zinovi Izmailov. Negustorul găsește în patul conjugal dovezi ale trădării soției sale și cei doi amanți îl ucid, șterg urmele crimei și îl îngroapă în pământul din cocina porcilor. Cuplul consideră o vreme că a scăpat de griji, iar Katarina rămâne însărcinată. Într-una din zile sosesc la moșie două rude ale fostului soț al Katerinei: verișoara Marfa și nepotul Feodor „Fedia” Lamin, care pretind că o parte importantă a capitalului investit de Zinovi Izmailov în afacerile lui îi aparținea băiatului. Cei doi musafiri se mută în conac și încep să se comporte ca adevărații stăpâni ai moșiei. Katarina și Serghei decid să ucidă băiatul și în noaptea de Paști, profitând de absența servitorilor, îl asfixiază cu o pernă. Crima este văzută întâmplător pe fereastră de un sătean, iar mulțimea pătrunde în curte și încearcă să-l linșeze pe Serghei. Katarina intervine și își mărturisește vina, iar cei doi amanți sunt arestați.
Tribunalul îi condamnă la muncă silnică pe viață și surghiun în Siberia. În timpul îndelungatei călătorii către locul de surghiun, Serghei o părăsește pe Katarina și își găsește o nouă iubită pe nume Sonietka. Pândind un moment prielnic Katarina își aruncă rivala în Volga, unde se îneacă amândouă.

## Distribuție
- Olivera Marković — Katarina Lvovna Izmailova („Lady Macbeth”)[5][18][19]
- Ljuba Tadić — Serghei Filipici Emelianov[5][18][19]
- Bojan Stupica — Boris Timofeevici Izmailov, socrul Katarinei și tatăl lui Zinovi[18][19]
- Miodrag Lazarević — Zinovi Borisovici Izmailov, soțul Katarinei[5][18]
- Kapitalina Erić — bucătăreasa Aksinia[5][18]
- Branka Petrić — mătușa Marfa[5][18][19]
- Ingrid Lotarius — Sonietka[5][18][19]
- Stanko Buhanac — slujitorul Nikitici[20]
- Borisav Milanović[20]
- Rastko Tadić[20]
- Pavle Pesikan[20]
- Bosko Kuzmanović[20]
- Stanislav Goldner[20]
- Milan Mozinić — băiatul Feodor „Fedia” Lamin[20]

## Producție

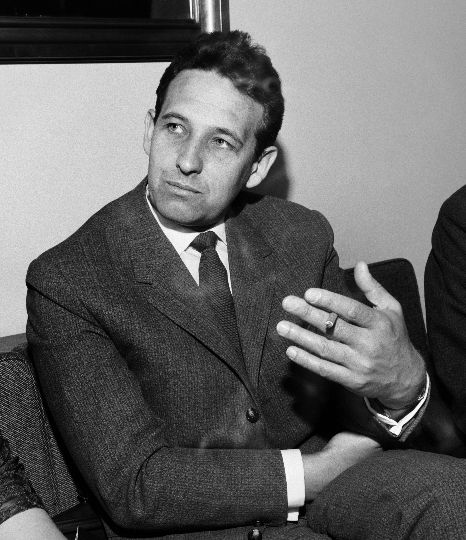
Cineastul polonez Andrzej Wajda în 1963

Succesul obținut în Polonia și în străinătate de cele trei filme de război (Generație, Canalul și Cenușă și diamant) ale cineastului polonez Andrzej Wajda i-au adus regizorului o largă recunoaștere a talentului său. Astfel, Wajda a acceptat mai multe scenarii și în 1959 a început să lucreze simultan la patru filme: Lotna (1959), Fermecătorii inocenți (1960), Samson (1961) și Lady Macbeth din Siberia (1962). Toate aceste filme ilustrează, potrivit profesoarei Janina Falkowska de la University of Western Ontario, „căutarea de către Wajda a măiestriei în reprezentarea cu acuratețe a perioadelor istorice, precum și a stării de spirit și a expresiei umane”.
Lady Macbeth din Siberia a fost produs în anul 1961 de studioul Avala Film din Belgrad. Scenariul filmului, scris de Sveta Lukić, a fost inspirat din nuvela „Lady Macbeth din Siberia” (în rusă Леди Макбет Мценского уезда, transliterat: Ledi Makbet Mțenskogo uezda, în traducere „Lady Macbeth din uezdul Mțensk”) (1865) a scriitorului rus Nikolai Leskov (1831-1895), care a fost inspirată la rândul său de personajul principal Lady Macbeth din tragedia Macbeth a lui William Shakespeare.
Potrivit propriilor afirmații, consemnate în cartea Wajda films (vol. I, Wydawnictwa Artystyczne i Filmowe, Varșovia, 1996), cineastul a fost nemulțumit de filmele Lotna (1959) și Samson (1961) și a vrut să încerce ceva nou. Ultimele filme realizate l-au făcut să simtă că nu avea suficientă libertate regizorală în Polonia și a sperat că va avea parte de mai puține constrângeri în străinătate. Wajda lucrase anterior la ecranizarea nuvelei lui Leskov și o oferise pentru producție studioului Avala Film, care l-a invitat să facă filmul în Iugoslavia. Cineastul polonez dorea cu ardoare să ecranizeze această nuvelă, fiind fascinat de ariditatea stepei, de construcțiile din lemn și de icoanele ortodoxe. Filmul trebuia să fie inițial povestea unei femei criminale deportate în Siberia, prezentată ca o succesiune de flashbackuri încorporate în secvența principală a marșului condamnaților, dar, potrivit lui Wajda, și-a pierdut „calitatea vizionară” prin transformarea ei într-o relatare liniară clasică.
Muzica filmului a fost compusă de Dušan Radić (1929-2010), pe baza motivelor muzicale preluate din opera Lady Macbeth din ținutul Mțensk (1934) a compozitorului rus Dmitri Șostakovici, care a fost revizuită în 1962 și redenumită Katerina Izmailova. Compozițiile muzicale au fost interpretate de Orchestra Filarmonică din Ljubljana, dirijată de Oskar Danon. Durata filmului este de 98 de minute, iar lungimea peliculei este de 2.590 m.
Experiența filmării în străinătate a fost frustrantă pentru Wajda, care a afirmat că s-a simțit nesigur și cumva străin turnând un film într-un mediu artistic diferit, în ciuda faptului că s-a confruntat cu mai puține constrângeri artistice. Pe parcursul filmării, potrivit propriilor mărturisiri, cineastul a fost preocupat în mod constant de situația politică și socială din Polonia și s-a gândit cum să facă să obțină o mai mare libertate regizorală în patria sa.

## Lansare
Lady Macbeth din Siberia a fost lansat oficial la 22 ianuarie 1962 în Iugoslavia, la Belgrad, și abia în anul 1964 în Polonia. Marea majoritate a spectatorilor polonezi nu au putut totuși să-l vadă până la căderea regimului comunist.
După ce a fost prezentat în mai 1962 la Festivalul Internațional de Film de la Cannes (Franța) și în iulie 1962 la Festivalul de Film de la Pula (Iugoslavia), a fost lansat în Ungaria la 24 ianuarie 1963, în Republica Federală Germania la 22 martie 1963, în Australia la 23 mai 1964 (la Festivalul de Film de la Adelaide) și în Finlanda la 29 mai 1964.
Filmul a fost vizionat la 26 septembrie 1964 la Festivalul de Film de la New York, fiind lansat ulterior în cinematografele americane de compania Altura Films. A mai fost lansat apoi în Republica Democrată Germană la 16 februarie 1968 și în Mexic la 11 decembrie 1969.

## Aprecieri critice
Lady Macbeth din Siberia a avut parte de critici severe, dar, cu toate acestea, potrivit profesoarei Janina Falkowska, conține „imagini austere și sofisticate care ilustrează competent înțelesul poveștilor” din care este inspirat. Cineastul prezintă aici chestiuni grave și, în ciuda unui decor tern, scoate la iveală emoții și pasiuni puternice. Criticul american Richard Roud a scris într-un articol publicat în revista londoneză Sight and Sound că „Wajda a renunțat la stilul baroc tipic pentru a relata o poveste simplă, dar viguroasă, a unei Lady Macbeth care ucide mai degrabă din dragoste decât din ambiție. [...] Regizorul a reușit nu numai să capteze spiritul timpului și al locului, ci a izbutit, de asemenea, să redea sensul atemporalității inerent tragediei”. Cineastul polonez a dovedit, potrivit romancierului Józef Hen, o ușurință în reconstituirea mediului rural rusesc din secolul al XIX-lea și o înțelegere profundă a spiritului rusesc, realizând o narațiune simplă, dar foarte intensă.
În ciuda substratului shakespearean al poveștii, cele două personaje principale, Katarina și Serghei, sunt privite de cineast ca victime ale sistemului de clasă, iar spațiul în care are loc acțiunea filmului - în mare parte interioare austere, filmate de jos pentru a cuprinde tavanul - subliniază senzația de opresiune. Motivele muzicale grave din opera lui Șostakovici însoțesc acțiunea pe tot parcursul desfășurării ei, anticipând producerea unei tragedii implacabile.
Unii critici au perceput Lady Macbeth din Siberia drept „un film rece și străin”, lipsit de „foc interior”. Astfel, criticul Zygmunt Kałużyński a scris că „Wajda a prezentat această dramă - ca și celelalte filme ale sale - pe un ton rece și stilizat brutal tipic unui șoc estetic. Un sat rusesc de acum un secol și jumătate, surprins într-o panoramă largă, are o arhitectură austeră și sălbatică, dar frumoasă: o clădire din lemn joasă, uniformă și sumbră ca o fortăreață, coridoare întunecoase, mese lungi și goale [...]. Filmul creează impresia unui exercițiu estetic”. Filmologul Tadeusz Miczka susținea dezamăgit că „regizorul nu a folosit o cheie artistică uniformă care să fie esențială pentru înțelegerea straturilor mai profunde ale textului literar”, considerând că filmul este „nu prea reușit”. Această atitudine critică a fost parțial explicată de Wajda, care a afirmat că s-a simțit nesigur și cumva străin turnând un film într-o altă țară europeană. Alți cronicari au fost de-a dreptul răutăcioși, precum Howard Thompson care, într-un articol publicat în ziarul The New York Times, s-a declarat uimit că Andrzej Wajda, creatorul „superbului” film Cenușă și diamant, a putut realiza „aceste ghiveci împodobit, de modă veche și pe alocuri teribil de caraghios”.
Profesoara Janina Falkowska, autoarea unui studiu dedicat filmelor lui Wajda, a susținut că Lady Macbeth din Siberia are o compoziție cinematografică magnifică, care-l transformă într-o „experiență estetică excepțională”, și seamănă din mai multe puncte de vedere cu o tragedie greacă.
Enciclopedia cinematografică germană Lexikon des internationalen Films descrie astfel acest film: „O femeie casnică, frustrată de lipsa soțului ei, se încurcă cu un servitor de la cotețul de porci, îi elimină pe socrul și pe soțul ei pentru a-și păstra relația și ajunge să fie deportată în Siberia. O dramă a instinctului uman bântuitoare în plan vizual, după o nuvelă a clasicului rus Leskov. Din cauza temei universale, ancorarea temporală sau politică a materialului scenaristic a fost suprimată”.

### Premii
Filmul a fost vizionat în anul 1962 la Festivalul Filmului Iugoslav de la Pula, unde a obținut două premii: premiul pentru interpretare feminină (Olivera Marković) și premiul pentru imagine (Aleksandar Sekulović).

## Legături externe
- en  Lady Macbeth din Siberia la Internet Movie Database
- en  Sibirska Ledi Magbet [Siberian Lady Macbeth] Arhivat în 2 mai 2020, la Wayback Machine. pe site-ul personal al lui Andrzej Wajda
- pl Sibirska Ledi Magbet în baza de date  filmpolski.pl